# Життя удвох
«Життя удвох» — французька кінокомедія за участі зірок французького кіно: Луї де Фюнеса, Фернанделя, Жана Маре і Жерара Філіпа.

## Сюжет
Письменник П'єр Каро (П'єр Брассер) видав книгу «Життя удвох», яка розповідає про реальні стосунки чотирьох пар. Книга мала шалений успіх і принесла автору не тільки славу, але і багато грошей. Після багатьох років письменник складає заповіт, згідно якого, все його багатство успадкує та пара, яка зуміла зберегти своє кохання. У випадку, якщо ні одній парі це не вдалося, гроші отримають його колеги, які трудилися над виданням книги…

## Цікаві факти
- Луї де Фюнес виконав роль нотаріуса Стефана.